# لیگ قهرمانان اقیانوسیه ۲۰۱۸
لیگ قهرمانان اقیانوسیه ۲۰۱۸ هفدهمین دوره مسابقات قهرمانی باشگاه‌های اقیانوسیه، مسابقات فوتبال باشگاهی برتر در اقیانوسیه بود که توسط کنفدراسیون فوتبال اقیانوسیه (اواف‌سی) سازماندهی شد و دوازدهمین فصل با نام فعلی لیگ قهرمانان اقیانوسیه بود.
در فینال، تیم ولینگتون در مجموع ۱۰–۳ لائوتوکا را شکست داد و به عنوان نماینده اقیانوسیه در جام باشگاه‌های جهان ۲۰۱۸ در امارات متحده عربی شرکت کرد. اوکلند سیتی مدافع عنوان قهرمانی بود که هفت عنوان اخیر را به صورت متوالی کسب کرده بود، اما در نیمه نهایی حذف شد.

## تغییر فرمت
برای این فصل، دو تیم برتر هر گروه (به جای فقط برندگان گروه) در مرحله گروهی به مرحله حذفی راه یافتند که شامل مرحله یک‌چهارم نهایی بود که به صورت تک بازی به میزبانی برندگان گروه برگزار می‌شد.

## تیم‌ها
در مجموع ۱۸ تیم از ۱۱ انجمن اواف‌سی در مسابقات حضور یافتند.
- هفت انجمن توسعه یافته (فیجی، کالدونیای جدید، نیوزیلند، پاپوآ گینه نو، جزایر سلیمان، تاهیتی، وانواتو) هر کدام دو سهمیه در مرحله گروهی دریافت کردند.
- چهار انجمن در حال توسعه (ساموآی آمریکا، جزایر کوک، ساموآ، تونگا) هر کدام یک جایگاه در مرحله مقدماتی کسب کردند و تیم اول و دوم به مرحله گروهی صعود کردند.

| انجمن                 | تیم                 | نحوه صعود                                                  |
| شروع از مرحله گروهی   | شروع از مرحله گروهی | شروع از مرحله گروهی                                        |
| --------------------- | ------------------- | ---------------------------------------------------------- |
| فیجی                  | لائوتوکا            | قهرمان لیگ ملی فوتبال فیجی ۲۰۱۷                            |
| فیجی                  | با                  | نایب قهرمان لیگ ملی فوتبال فیجی ۲۰۱۷                       |
| کالدونیای جدید        | مجنتا               | قهرمان سوپر لیگ کالدونیای جدید ۲۰۱۶                        |
| کالدونیای جدید        | لوسی                | نایب قهرمان سوپر لیگ کالدونیای جدید ۲۰۱۶                   |
| نیوزیلند              | تیم ولینگتون        | قهرمان مرحله نهایی مسابقات قهرمانی فوتبال نیوزیلند ۱۷–۲۰۱۶ |
| نیوزیلند              | اوکلند سیتی         | رتبه اول فصل عادی مسابقات قهرمانی فوتبال نیوزیلند ۱۷–۲۰۱۶  |
| پاپوآ گینه نو         | توتی سیتی           | رتبه اول فصل عادی لیگ ملی فوتبال پاپوآ گینه نو ۲۰۱۷        |
| پاپوآ گینه نو         | مادانگ              | رتبه دوم فصل عادی لیگ ملی فوتبال پاپوآ گینه نو ۲۰۱۷        |
| جزایر سلیمان          | سلیمان واریورز      | قهرمان اس-لیگ جزایر سلیمان ۱۸–۲۰۱۷                         |
| جزایر سلیمان          | ماریست              | نایب قهرمان اس-لیگ جزایر سلیمان ۱۸–۲۰۱۷                    |
| تاهیتی                | دراگون              | قهرمان لیگ ۱ تاهیتی ۱۷–۲۰۱۶                                |
| تاهیتی                | ونوس                | نایب قهرمان لیگ ۱ تاهیتی ۱۷–۲۰۱۶                           |
| وانواتو               | نالکوتان            | قهرمان فینال سوپر لیگ ملی وانواتو ۱۷–۲۰۱۶                  |
| وانواتو               | اراکور گلدن استار   | نایب قهرمان فینال سوپر لیگ ملی وانواتو ۱۷–۲۰۱۶             |
| شروع از مرحله مقدماتی |                     |                                                            |
| ساموآی آمریکا         | پاگو یوث            | قهرمان لیگ بزرگسالان ساموآی آمریکا ۲۰۱۶                    |
| جزایر کوک             | توپاپا مارائرنگا    | قهرمان جام جزایر کوک ۲۰۱۷                                  |
| ساموآ                 | لوپه اوله سواگا     | قهرمان لیگ ملی ساموآ ۲۰۱۷                                  |
| تونگا                 | ویتونگو             | قهرمان لیگ برتر تونگا ۲۰۱۷                                 |

## برنامه مسابقات
برنامه مسابقات به شرح زیر است:
| مرحله         | تاریخ قرعه کشی                     | تاریخ مسابقات |
| ------------- | ---------------------------------- | --- |
| مرحله مقدماتی | ۱۵ سپتامبر ۲۰۱۷ (اوکلند، نیوزیلند) | ۲۰–۲۶ ژانویه ۲۰۱۸ |
| مرحله گروهی   | ۱۵ سپتامبر ۲۰۱۷ (اوکلند، نیوزیلند) | - گروه ۱: ۱۰–۱۶ فوریه ۲۰۱۸ - گروه ۲: ۱۱–۱۷ فوریه ۲۰۱۸ - گروه ۳: ۲۵ فوریه – ۳ مارس ۲۰۱۸ - گروه ۴: ۲۴ فوریه – ۲ مارس ۲۰۱۸ |
| یک‌چهارم نهایی | ۵ مارس ۲۰۱۸ (اوکلند، نیوزیلند)     | ۷–۸ آوریل ۲۰۱۸ |
| نیمه نهایی    | ۵ مارس ۲۰۱۸ (اوکلند، نیوزیلند)     | - بازی رفت: ۲۲ آوریل ۲۰۱۸ - بازی برگشت: ۲۹ آوریل ۲۰۱۸                                                                   |
| فینال         | ۵ مارس ۲۰۱۸ (اوکلند، نیوزیلند)     | - بازی رفت: ۱۳ مه ۲۰۱۸ - بازی برگشت: ۲۰ مه ۲۰۱۸                                                                         |

## مرحله مقدماتی
قرعه کشی مرحله مقدماتی در ۱۵ سپتامبر ۲۰۱۷ در مقر اواف‌سی در اوکلند، نیوزیلند برگزار شد. قهرمانان چهار انجمن در حال توسعه از گلدان ۱ به هر یک از چهار موقعیت ۱–۴ کشیده شدند تا مسابقات را مشخص کنند. چهار تیم حاضر در مرحله مقدماتی به صورت تک‌بازی در یک مکان متمرکز با یکدیگر بازی کردند. تیم‌های اول و دوم به مرحله گروهی راه یافتند تا به ۱۴ شرکت کننده مستقیم بپیوندند. مسابقات بین ۲۰ و ۲۶ ژانویه ۲۰۱۸ در پاگو پاگو، ساموآی آمریکا برگزار شد.
| تیم              | بازی | برد | تساوی | باخت | گل‌زده | گل‌خورده | تفاضل‌گل | امتیاز | صلاحیت      |
| ---------------- | ---- | --- | ----- | ---- | ----- | ------- | ------- | ------ | ----------- |
| توپاپا مارائرنگا | ۳    | ۳   | ۰     | ۰    | ۱۵    | ۲       | ۱۳+     | ۹      | مرحله گروهی |
| لوپه اوله سواگا  | ۳    | ۲   | ۰     | ۱    | ۱۹    | ۲       | ۱۷+     | ۶      | مرحله گروهی |
| ویتونگو          | ۳    | ۰   | ۱     | ۲    | ۳     | ۱۶      | ۱۳-     | ۱      |             |
| پاگو یوث (م)     | ۳    | ۰   | ۱     | ۲    | ۲     | ۱۹      | ۱۷-     | ۱      |             |

## مرحله گروهی
قرعه کشی مرحله گروهی در ۱۵ سپتامبر ۲۰۱۷ در مقر اواف‌سی در اوکلند، نیوزیلند برگزار شد. ۱۶ تیم (۱۴ تیم وارد مرحله گروهی و دو تیم صعود کننده از مرحله مقدماتی) در چهار گروه چهار تیمی قرار گرفتند که هر گروه شامل دو تیم از گلدان ۲ و دو تیم از گلدان ۳ بود. تیم‌های یک انجمن و همچنین دو تیم صعود کننده از مرحله مقدماتی نمی‌توانند در یک گروه قرار بگیرند. تیم‌ها بر اساس موارد زیر سیدبندی شدند:
- گلدان ۲ شامل قهرمانان هفت انجمن توسعه یافته و نایب قهرمان نیوزیلند به دلیل داشتن بهترین تیم دوم در لیگ قهرمانان اقیانوسیه ۲۰۱۷ بود.
- گلدان ۳ شامل نایب قهرمانان شش انجمن توسعه یافته به غیر از نیوزیلند و دو تیم صعود کننده از مرحله مقدماتی بود که هویت آنها در زمان قرعه کشی مشخص نبود.

چهار تیم هر گروه به صورت تک‌بازی در یک مکان متمرکز با یکدیگر بازی کردند. نفرات برتر و نایب قهرمان هر گروه به مرحله یک‌چهارم نهایی مرحله حذفی راه یافتند. میزبان هر گروه توسط اواف‌سی در ۳۱ اکتبر ۲۰۱۷ اعلام شد.
- مسابقات گروه A بین ۱۰ و ۱۶ فوریه ۲۰۱۸ در پورت ویلا، وانواتو برگزار شد.
- مسابقات گروه B بین ۱۱ تا ۱۷ فوریه ۲۰۱۸ در پیرائه، تاهیتی برگزار شد.
- مسابقات گروه C بین ۲۵ فوریه تا ۳ مارس ۲۰۱۸ در اوکلند، نیوزیلند برگزار شد.
- مسابقات گروه D بین ۲۴ فوریه تا ۲ مارس ۲۰۱۸ در هونیارا، جزایر سلیمان برگزار شد.

### گروه A
| تیم              | بازی | برد | تساوی | باخت | گل‌زده | گل‌خورده | تفاضل‌گل | امتیاز | صلاحیت     |
| ---------------- | ---- | --- | ----- | ---- | ----- | ------- | ------- | ------ | ---------- |
| نالکوتان (م)     | ۳    | ۲   | ۰     | ۰    | ۹     | ۱       | ۸+      | ۹      | مرحله حذفی |
| توتی سیتی        | ۳    | ۲   | ۰     | ۱    | ۹     | ۶       | ۳+      | ۶      | مرحله حذفی |
| با               | ۳    | ۱   | ۰     | ۲    | ۴     | ۳       | ۱+      | ۳      |            |
| توپاپا مارائرنگا | ۳    | ۰   | ۰     | ۳    | ۳     | ۱۵      | ۱۲-     | ۰      |            |

### گروه B
| تیم               | بازی | برد | تساوی | باخت | گل‌زده | گل‌خورده | تفاضل‌گل | امتیاز | صلاحیت     |
| ----------------- | ---- | --- | ----- | ---- | ----- | ------- | ------- | ------ | ---------- |
| دراگون (م)        | ۳    | ۲   | ۰     | ۰    | ۱۳    | ۰       | ۱۳+     | ۶      | مرحله حذفی |
| سلیمان واریورز    | ۳    | ۲   | ۰     | ۱    | ۵     | ۳       | ۲+      | ۶      | مرحله حذفی |
| اراکور گلدن استار | ۳    | ۱   | ۰     | ۲    | ۳     | ۱۰      | ۷-      | ۴      |            |
| لوسی              | ۳    | ۰   | ۰     | ۳    | ۲     | ۱۰      | ۸-      | ۱      |            |

### گروه C
| تیم             | بازی | برد | تساوی | باخت | گل‌زده | گل‌خورده | تفاضل‌گل | امتیاز | صلاحیت     |
| --------------- | ---- | --- | ----- | ---- | ----- | ------- | ------- | ------ | ---------- |
| اوکلند سیتی (م) | ۳    | ۳   | ۰     | ۰    | ۱۳    | ۰       | ۱۳+     | ۹      | مرحله حذفی |
| لائوتوکا        | ۳    | ۲   | ۰     | ۱    | ۵     | ۳       | ۲+      | ۶      | مرحله حذفی |
| ونوس            | ۳    | ۱   | ۰     | ۲    | ۳     | ۱۰      | ۷-      | ۳      |            |
| مادانگ          | ۳    | ۰   | ۰     | ۳    | ۲     | ۱۰      | ۸-      | ۰      |            |

### گروه D
| تیم             | بازی | برد | تساوی | باخت | گل‌زده | گل‌خورده | تفاضل‌گل | امتیاز | صلاحیت     |
| --------------- | ---- | --- | ----- | ---- | ----- | ------- | ------- | ------ | ---------- |
| تیم ولینگتون    | ۳    | ۲   | ۱     | ۰    | ۱۳    | ۳       | ۱۰+     | ۷      | مرحله حذفی |
| ماریست (م)      | ۳    | ۱   | ۲     | ۰    | ۵     | ۳       | ۲+      | ۵      | مرحله حذفی |
| مجنتا           | ۳    | ۱   | ۱     | ۱    | ۴     | ۶       | ۲-      | ۴      |            |
| لوپه اوله سواگا | ۳    | ۰   | ۰     | ۳    | ۲     | ۱۲      | ۱۰-     | ۱      |            |

## مرحله حذفی
هشت تیم حاضر در مرحله حذفی به صورت تک‌حذفی در مرحله یک‌چهارم نهایی بازی کردند، در حالی که در مراحل نیمه نهایی و فینال، مسابقات به صورت رفت و برگشت انجام شد.

### یک‌چهارم نهایی
| تیم ۱        | نتیجه | تیم ۲          |
| ------------ | ----- | -------------- |
| تیم ولینگتون | ۱۱–۰  | توتی سیتی      |
| اوکلند سیتی  | ۲–۰   | سلیمان واریورز |
| دراگون       | ۱–۲   | لائوتوکا       |
| نالکوتان     | ۱–۲   | ماریست         |

### نمودار
|  | نیمه نهایی   | نیمه نهایی   | نیمه نهایی | نیمه نهایی | نیمه نهایی |   |              | فینال        | فینال | فینال | فینال | فینال |
|  |              |              |            |            |            |   |              |              |       |       |       |       |
|  | تیم ولینگتون | تیم ولینگتون | ۰          | ۲          | ۲          |   |              |              |       |       |       |       |
|  | اوکلند سیتی  | اوکلند سیتی  | ۰          | ۲          | ۲          |   |              |              |       |       |       |       |
|  |              |              |            |            |            |   | تیم ولینگتون | تیم ولینگتون | ۶     | ۴     | ۱۰    |       |
|  |              | لائوتوکا     | لائوتوکا   | ۰          | ۳          | ۳ |              |              |       |       |       |       |
|  | لائوتوکا     | لائوتوکا     | ۱          | ۱          | ۲          |   |              |              |       |       |       |       |
|  | ماریست       | ماریست       | ۱          | ۰          | ۱          |   |              |              |       |       |       |       |